# Le Bosc-Roger-en-Roumois
Le Bosc-Roger-en-Roumois is een plaats en voormalige gemeente in het Franse departement Eure (regio Normandië) en telt 3003 inwoners (1999). De plaats maakt deel uit van het arrondissement Bernay. Le Bosc-Roger-en-Roumois is op 1 januari 2017 gefuseerd met de gemeente Bosnormand tot de gemeente Bosroumois. 

## Geografie
De oppervlakte van Le Bosc-Roger-en-Roumois bedraagt 9,9 km², de bevolkingsdichtheid is 303,3 inwoners per km².
De onderstaande kaart toont de ligging van Le Bosc-Roger-en-Roumois met de belangrijkste infrastructuur en aangrenzende gemeenten.

## Demografie
Onderstaande figuur toont het verloop van het inwonertal (bron: INSEE-tellingen).